# Pretty Hate Machine
Pretty Hate Machine este albumul de debut al formației americane de industrial rock Nine Inch Nails, lansat pe 20 octombrie 1989, la TVT Records.

## Lista pieselor
Toate melodiile sunt scrise și compuse de Trent Reznor. 
| Nr.             | Titlu                        | Lungime |  |
| 1.              | „Head Like a Hole”           | 4:59    |  |
| 2.              | „Terrible Lie”               | 4:38    |  |
| 3.              | „Down in It”                 | 3:46    |  |
| 4.              | „Sanctified”                 | 5:48    |  |
| 5.              | „Something I Can Never Have” | 5:53    |  |
| 6.              | „Kinda I Want To”            | 4:34    |  |
| 7.              | „Sin”                        | 4:05    |  |
| 8.              | „That's What I Get”          | 4:30    |  |
| 9.              | „The Only Time”              | 4:47    |  |
| 10.             | „Ringfinger”                 | 5:42    |  |
| Lungime totală: | Lungime totală:              | 48:42   |  |

| 2010 remastered edition bonus track |                                     |         |  |
| Nr.                                 | Titlu                               | Lungime |  |
| 11.                                 | „Get Down, Make Love” (Queen cover) | 4:19    |  |